# لوكا مازوني
لوكا مازوني (بالإيطالية: Luca Mazzoni)‏ هو لاعب كرة قدم إيطالي في مركز حراسة المرمى، ولد في 29 مارس 1984 في ليفورنو في إيطاليا. لعب مع اتحاد بافيا لكرة القدم ونادي بادوفا ونادي ترنانا ونادي ليفورنو ونادي ليكو.

## وصلات خارجية
- لوكا مازوني على موقع قاعدة بيانات كرة القدم.إي يو (الإنجليزية)
- لوكا مازوني على موقع Soccerway.com (الإنجليزية)
- لوكا مازوني على موقع AS.com (الإسبانية)